# Wawrzeńczyce (Mietków)

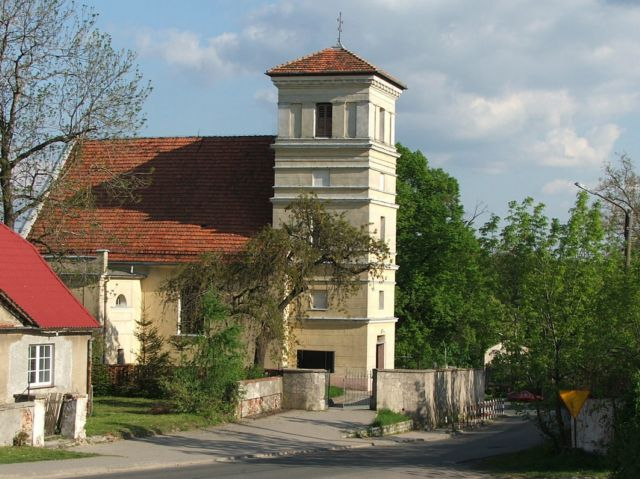
Pfarrkirche in Wawrzeńczyce

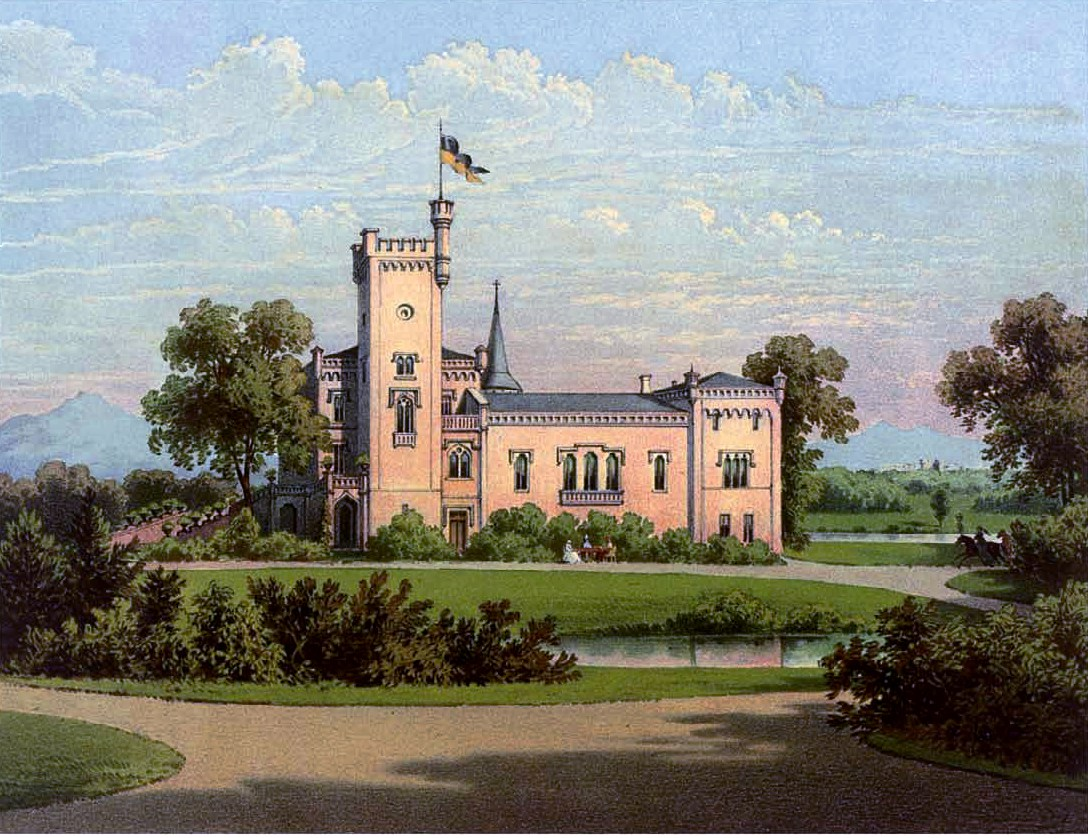
Schloss Lorzendorf

Wawrzeńczyce (deutsch Lorzendorf) ist ein Dorf in der Landgemeinde Mietków (Mettkau) im Powiat Wrocławski der Woiwodschaft Niederschlesien in Polen.

## Lage
Wawrzeńczyce liegt etwa zwei km nördlich von Mietków (Mettkau) und 32 km südwestlich von Breslau.

## Geschichte
Das Dorf wurde 1353/60 in einer Urkunde als „Laurencii villa“ mit 16 kleinen Hufen erwähnt. Möglicherweise leitet sich der Ortsname vom Gründer des Dorfes ab. Auch die seit dem 14. Jahrhundert bestehende Kirche ist dem hl. Laurentius geweiht. Das Gut war seit dem 17. Jahrhundert in Besitz der Herren von Saurma. Nach dem Ersten Schlesischen Krieg fiel Lorzendorf 1741/42 mit dem größten Teil Schlesiens an Preußen. Die alten Verwaltungsstrukturen wurden aufgelöst. Nach der Neuorganisation der Provinz Schlesien gehörte die Landgemeinde Lorzendorf ab 1816 zum Landkreis Neumarkt.
Mitte des 19. Jahrhunderts gehörte Lorzendorf den Grafen Arthur, Anton und Hugo von Saurma. Das Dominium zinste an das königliche Rentamt in Neumarkt. 1845 zählte Lorzendorf 59 Häuser, ein herrschaftliches Schloss und Vorwerk, 414 Einwohner (davon 199 evangelisch), eine katholische Majoratskirche, Adjunkt von Groß-Peterwitz, ein Widum, eine Simultanschule, eine katholische Filialkirche, eingeschult Ober-Struse, eine Wassermühle mit drei Einwohnern, eine Brau- und Brennerei, zwei Wirtshäuser, sieben Handwerker, vier Händler und 174 Rinder. Die katholische Kirche wechselte den Gottesdienst mit Peterwitz und Pohlsdorf und besaß ein Stimmrecht bei der Besetzung der Pfarrkirche. Seit 1830 war Lorzendorf zur evangelischen Kirche in Fürstenau gepfarrt.
1932 wechselte die Landgemeinde Lorzendorf in den Landkreis Breslau. 1933 wurde aus den vier Landgemeinden Lorzendorf, Mettkau, Nieder- und Oberstruse der Amtsbezirk Lorzendorf gebildet.
Als Folge des Zweiten Weltkriegs fiel Lorzendorf 1945 mit dem größten Teil Schlesiens an Polen und wurde in Wawrzeńczyce umbenannt. Die deutschen Einwohner wurden – soweit sie nicht schon vorher geflohen waren – vertrieben. Die neu angesiedelten Bewohner waren teilweise Zwangsumgesiedelte aus Ostpolen, das an die Sowjetunion gefallen war.

## Sehenswürdigkeiten
- Die katholische Pfarrkirche St. Laurentius wurde 1815–1816 im neoklassizistischen Stil an Stelle eines gotischen Vorgängerbaues aus dem 14. bis 15. Jahrhundert erbaut. Im Innenraum Hauptaltar von 1750 und Seitenaltar von 1816, mit Gemälde des Kirchenpatrons, Orgelprospekt von 1791. An der Westwand der Kirche Grabsteine aus dem 15. bis 16. Jahrhundert. 2008 wurde die Fassade und Dachkonstruktion saniert bzw. erneuert.